# Günter Netzer
Günter Netzer (Mönchengladbach, 1944. szeptember 14. –) német labdarúgó.
Bár gyerekkorában az 1. FC Mönchengladbachnál nevelkedett, felnőttként 1963-tól 1973-ig játszott szülővárosa másik egyesületében, a Borussia Mönchengladbach csapatánál. Itt kétszer nyert bajnokságot, 1970-ben és 71-ben. 1973-ban a Német Kupát is megnyerte. Ezután szerződött a Real Madrid csapatához, ahol 1976-ig játszott. Kétszeres spanyol bajnok (1975, 1976) és kétszeres spanyol kupagyőztes (1974, 1975) lett. Karrierjét a Grasshopper Club Zürich-nél folytatta, és fejezte be 1977-ben.
1965 és 1975 között játszott a német labdarúgó-válogatottban, tagja volt az 1972-es Európa-bajnok és az 1974-es világbajnok csapatnak. 37 válogatott mérkőzésén 6 gólt szerzett.
Játékos pályafutása után a Hamburger SV menedzsere lett 1978-tól 1986-ig. A csapat ez idő alatt három bajnoki címet szerzett (1979, 1982, 1983) és 1983-ban BEK-serleget is nyert.